# Orville H. Hampton
Pour les articles homonymes, voir Hampton.
Orville H. Hampton est un scénariste américain né le 21 mai 1917 à Rockford (Illinois) et mort le 8 août 1997 à Los Angeles (Californie).

## Biographie
Orville Hampton étudie la chimie et le journalisme à l'Université de l'Illinois. Il travaille ensuite comme annonceur à la radio.
Au cours de la Seconde Guerre mondiale, à Honolulu, il écrit et produit des comédies musicales pour l'armée. Il s'installe plus tard à Hollywood, où il devient un scénariste très prolifique pour le cinéma et la télévision.

## Filmographie

### Cinéma
- 1950 : The Bandit Queen de William Berke
- 1950 : Experiment Alcatraz de Edward L. Cahn
- 1950 : Train to Tombstone de William Berke
- 1950 : J'ai tué Billy le Kid de William Berke
- 1950 : Hi-Jacked de Sam Newfield
- 1950 : Vingt-quatre heures chez les Martiens de Kurt Neumann
- 1950 : Motor Patrol de Sam Newfield
- 1951 : Sky High de Sam Newfield
- 1951 : Leave It to the Marines de Sam Newfield
- 1951 : Lost Continent de Sam Newfield
- 1951 : Mask of the Dragon de Sam Newfield
- 1951 : Fingerprints Don't Lie de Sam Newfield
- 1951 : Three Desperate Men de Sam Newfield
- 1952 : Lady in the Fog de Sam Newfield et Pat Jackson
- 1952 : The Jungle de William Berke
- 1952 : Red Snow de Harry S. Franklin et Boris Petroff (en)
- 1952 : Femmes hors-la-loi de Sam Newfield et Ron Ormond (en)
- 1953 : Mesa of Lost Women (en) de Ron Ormond (en) et Herbert Tevos
- 1954 : The Big Chase de Arthur Hilton et Robert L. Lippert Jr
- 1954 : Fangs of the Wild (en) de William F. Claxton
- 1955 : Last of the Desperados de Sam Newfield
- 1955 : New Orleans Uncensored de William Castle
- 1956 : Untamed Mistress de Ron Ormond (en) et Allan Nixon
- 1956 : The Black Whip de Charles Marquis Warren
- 1956 : Frontier Gambler de Sam Newfield
- 1956 : The Three Outlaws de Sam Newfield
- 1957 : Calypso Heat Wave de Fred F. Sears
- 1958 : Submarine Seahawk de Spencer Gordon Bennet
- 1958 : Hong Kong Confidential de Edward L. Cahn
- 1958 : Le pays des sans-loi de Fred F. Sears
- 1958 : The Toughest Gun in Tombstone de Earl Bellamy
- 1958 : Jet Attack de Edward L. Cahn
- 1959 : A Dog's Best Friend de Edward L. Cahn
- 1959 : The Atomic Submarine de Spencer Gordon Bennet
- 1959 : The Four Skulls of Jonathan Drake de Edward L. Cahn
- 1959 : Inside the Mafia de Edward L. Cahn
- 1959 : The Alligator People (en) de Roy Del Ruth
- 1959 : Riot in Juvenile Prison de Edward L. Cahn
- 1960 : Young Jesse James de William F. Claxton
- 1960 : Cage of Evil de Edward L. Cahn
- 1960 : Oklahoma Territory de Edward L. Cahn
- 1960 : Three Came to Kill de Edward L. Cahn
- 1960 : Gunfighters of Abilene de Edward L. Cahn
- 1961 : Flight That Disappeared de Reginald Le Borg
- 1961 : Secret of Deep Harbor de Edward L. Cahn
- 1961 : You Have to Run Fast de Edward L. Cahn
- 1961 : The Gambler Wore a Gun de Edward L. Cahn
- 1961 : The Snake Woman de Sidney J. Furie
- 1961 : Operation Bottleneck de Edward L. Cahn
- 1961 : Frontier Uprising de Edward L. Cahn
- 1961 : The Police Dog Story de Edward L. Cahn
- 1962 : Beauty and the Beast de Edward L. Cahn
- 1962 : Jack le tueur de géants de Nathan Juran
- 1962 : Incident in an Alley (en) de Edward L. Cahn
- 1962 : The Underwater City de Frank McDonald
- 1962 : Deadly Duo de Reginald Le Borg
- 1964 : One Potato, Two Potato de Larry Peerce
- 1967 : Riot on Sunset Strip de Arthur Dreifuss
- 1968 : The Young Runaways de Arthur Dreifuss
- 1968 : A Time to Sing de Arthur Dreifuss
- 1973 : S.O.S. Black Guns de Arthur Dreifuss
- 1975 : Friday Foster de Arthur Marks

### Télévision
- 1952-1953 : Cowboy G-Men (8 épisodes)
- 1953 : The Range Rider (3 épisodes)
- 1953 : Ramar of the Jungle (2 épisodes)
- 1954 : Your Favorite Story (3 épisodes)
- 1955 : The Adventures of Champion (2 épisodes)
- 1955 : Buffalo Bill, Jr. (2 épisodes)
- 1956 : Annie Oakley (1 épisode)
- 1956 : Combat Sergeant
- 1956 : The Man Called X (1 épisode)
- 1956 :  Sky King (2 épisodes)
- 1956 : Judge Roy Bean (4 épisodes)
- 1956-1958 : La flèche brisée (2 épisodes)
- 1957 : Hawkeye and the Last of the Mohicans (2 épisodes)
- 1957 : The Adventures of Jim Bowie (2 épisodes)
- 1957 : The Lone Ranger (1 épisode)
- 1958 : Harbor Command (1 épisode)
- 1958 : Colt .45 (1 épisode)
- 1960 : Bronco (1 épisode)
- 1962 : Ombres sur le soleil (1 épisode)
- 1963 : Les aventuriers du Far-West (1 épisode)
- 1963-1966 : Lassie (5 épisodes)
- 1964-1965 : Flipper le dauphin (6 épisodes)
- 1965-1966 : Perry Mason (15 épisodes)
- 1968 : Escape to Mindanao
- 1971-1973 : Mission impossible (2 épisodes)
- 1973 : L'homme de fer (1 épisode)
- 1973-1974 : The New Perry Mason (5 épisodes)
- 1975-1976 : Hawaï, police d'état (4 épisodes)
- 1976 : The Scooby-Doo/Dynomutt Hour (2 épisodes)
- 1976 : Clue Club
- 1976 : Jigsaw John (1 épisode)
- 1976 : Movin' On (1 épisode)
- 1977 : Scooby's All Star Laff-A-Lympics
- 1977 : The All-New Super Friends Hour (15 épisodes)
- 1977 : L'homme qui valait 3 milliards (1 épisode)
- 1978 : Dynomutt Dog Wonder
- 1978 : L'île fantastique
- 1980 : The Flintstone Comedy Show
- 1981 : Space Stars
- 1983 : The Dukes (13 épisodes)

## Nominations
- Oscars du cinéma 1965 : Nomination pour l'Oscar du meilleur scénario original (One Potato, Two Potato)